# Lady Gaga Presents the Monster Ball Tour: At Madison Square Garden
Lady Gaga Presents the Monster Ball Tour: At Madison Square Garden — специальный документальный фильм о концертном туре американской певицы Леди Гаги, который вышел в 2011 году. Фильм был снят американским каналом HBO во время концертов в Нью-Йорке 21 и 22 февраля 2011 года. Фильм транслировался на американском телевидении 7 мая 2011, через день, после окончания The Monster Ball Tour. В фильм вошли кадры о том, как Гага готовится к концерту, закулисные записи и сам концерт. Этот фильм получил множество положительных отзывов от критиков, которые хвалили трудолюбие Гаги, её искренность на сцене и исключительно живой звук. Они также отметили сходство с фильмом Мадонны Truth or Dare. Фильм получил награду Эмми.

## Содержание
См. также: Описание концерта
Фильм начинается с чёрно-белого введения о том, как Гага идёт по улице Нью-Йорка. Затем она заходит в кафе и покупает там чашечку кофе. После этого в сопровождении своей охраны она садится в чёрный внедорожник и едет в Madison Square Garden. По дороге она вспоминает о том, что много раз была в нём на концертах своих кумиров, и теперь понимает, что будет выступать там сама. Далее действие происходит в гримёрке, где она снимает макияж и плачет, рассказывая о том, что чувствует себя лузером, что её не понимает никто, кроме её фанатов. Потом, уже одетая в костюм для первой песни, она поёт первые строки из «Marry the Night», что стало своеобразной премьерой песни. Полноцветное изображение концерта показывается вперемешку с чёрно-белой съёмкой за сценой. Фильм заканчивается а капеллой песни «Born This Way», которую исполняет Гага вместе с бэк-вокалистками.

## Критика
Lady Gaga Presents the Monster Ball Tour: At Madison Square Garden получил положительные отзывы. Женевьев Коски из газеты «The A.V.Club» дал фильму оценку 4+, утверждая, что Гага доказывает то, что она исполнитель, и что она делает шоу, хотя он почувствовал, что концерт был слишком эмоциональным и то, что Гага на сцене была очень открыта, немного раздражает. Коски также сравнил фильм с документальным фильмом Мадонны. Паул Шродт из «Slant Magazine» был более критичен в своем обзоре, хотя он и отдал фильму 2,5-звезды (из 4). Он называет положительные выступления Гаги возмутительными и иногда жестокими, он поставил под сомнение подлинность Гаги, как на сцене, так и в закулисных кадрах. В конечном счете, он писал: «Неудивительно, что на HBO Lady Gaga Presents the Monster Ball Tour: At Madison Square Garden вызывает больше вопросов о Стефани Джерманотте (имя Гаги при рождении), чем ответов. Хотя, может так оно и должно быть».
Фильм был номинирован на пять наград на предстоящей шестьдесят третьей церемонии вручения наград Эмми: Лучший монтаж видео в дополнительной категории (съёмки на одну или несколько камер); Лучшее освещение/световая постановка в категории концертное выступление, музыкальное или развлекательное шоу; Лучшее концертное выступление, музыкальное или развлекательное шоу; Лучшая режиссёрская работа в постановке концертного выступления, музыкального или развлекательного шоу; Лучшая режиссура в техническом оснащении, работа оператора, видеосъёмка мини-серий, фильма в дополнительной категории.

## Список композиций
| №   | Название                 | Автор(ы)                                                               | Длительность |
| --- | ------------------------ | ---------------------------------------------------------------------- | ------------ |
| 1.  | «Intro»                  |                                                                        | 4:29         |
| 2.  | «Dance in the Dark»      | Lady Gaga, Fernando Garibay                                            | 2:33         |
| 3.  | «Glitter and Grease»     | Lady Gaga, Rob Fusari                                                  | 2:37         |
| 4.  | «Just Dance»             | Lady Gaga, RedOne, Aliaune Thiam                                       | 4:22         |
| 5.  | «Beautiful, Dirty, Rich» | Lady Gaga, Fusari                                                      | 4:21         |
| 6.  | «The Fame»               | Lady Gaga, Martin Kierszenbaum                                         | 4:15         |
| 7.  | «LoveGame»               | Lady Gaga, RedOne                                                      | 10:41        |
| 8.  | «Boys Boys Boys»         | Lady Gaga, RedOne                                                      | 3:18         |
| 9.  | «Money Honey»            | Lady Gaga, RedOne, Bilal Hajji                                         | 3:16         |
| 10. | «Telephone»              | Lady Gaga, Rodney Jerkins, LaShawn Daniels, Lazonate Franklin, Beyoncé | 6:34         |
| 11. | «Speechless»             | Lady Gaga                                                              | 6:16         |
| 12. | «Yoü and I»              | Lady Gaga                                                              | 9:24         |
| 13. | «So Happy I Could Die»   | Lady Gaga, RedOne, Space Cowboy                                        | 4:44         |
| 14. | «Monster»                | RedOne, Lady Gaga, Space Cowboy                                        | 6:37         |
| 15. | «Teeth»                  | Lady Gaga, Taja Riley                                                  | 9:42         |
| 16. | «Alejandro»              | RedOne, Lady Gaga                                                      | 5:25         |
| 17. | «Poker Face»             | Lady Gaga, RedOne                                                      | 3:56         |
| 18. | «Paparazzi»              | Lady Gaga, Fusari                                                      | 6:31         |
| 19. | «Bad Romance»            | RedOne, Lady Gaga                                                      | 6:22         |
| 20. | «Born This Way»          | Lady Gaga, Jeppe Laursen                                               | 9:00         |

## Чарты
| Чарт (2011)                        | Высшая позиция |
| ---------------------------------- | -------------- |
| Austrian Music DVD Top 10          | 5              |
| Belgian Music DVD Chart (Flanders) | 3              |
| Belgian Music DVD Chart (Wallonia) | 3              |
| Czech Music DVD Chart              | 9              |
| Dutch Music DVD Top 10             | 3              |
| Finnish Music DVD Chart            | 4              |
| Hungarian Music DVD Chart          | 7              |
| Irish Music DVD Chart              | 6              |
| Italian Music DVD Chart            | 1              |
| Japanese Oricon DVD Chart          | 3              |
| Spanish DVD Chart                  | 6              |
| Swedish Music Video Chart          | 10             |
| Swiss Music Video Chart            | 2              |
| UK Music Video Chart               | 4              |
| US Billboard Top Music Videos      | 1              |